# Open Road - La strada per ricominciare
Open Road - La strada per ricominciare (The Open Road) è un film del 2009, scritto diretto e co-prodotto da Michael Meredith con Jeff Bridges e Justin Timberlake.

## Trama
Carlton Garrett, figlio della leggenda del baseball Kyle Garrett, gioca nella minor league Corpus Christi. È in crisi quando suo nonno chiama per dire che sua madre, a Houston, si rifiuta di farsi fare un'operazione al cuore, della quale ha assolutamente bisogno per continuare a vivere. Afferma che si negherà l'intervento fino a che Kyle, suo ex-marito, non andrà a trovarla per l'ultima volta. Così Carlton, con la sua amica Lucy, si reca a Columbus, Ohio, dove il padre sta firmando autografi. Genitore e figlio non si parlano da ben quattro anni. Kyle deciderà quindi di recarsi in Texas o troverà un modo per isolarsi dalla famiglia, così come ha fatto per anni? Il viaggio servirà a ricucire un rapporto perduto e farà nascere un nuovo amore.

## Distribuzione
È uscito nelle sale statunitensi il 28 agosto 2009 mentre in Italia è stato trasmesso direttamente in TV il 25 novembre 2018 su Cine Sony.